# Lake Mystic
Lake Mystic es un lugar designado por el censo ubicado en el condado de Liberty en el estado estadounidense de Florida. En el Censo de 2010 tenía una población de 500 habitantes y una densidad poblacional de 41 personas por km².

## Geografía
Lake Mystic se encuentra ubicado en las coordenadas 30°23′29″N 84°59′29″O / 30.39139, -84.99139. Según la Oficina del Censo de los Estados Unidos, Lake Mystic tiene una superficie total de 12.19 km², de la cual 11.75 km² corresponden a tierra firme y (3.61%) 0.44 km² es agua.

## Demografía
Según el censo de 2010, había 500 personas residiendo en Lake Mystic. La densidad de población era de 41 hab./km². De los 500 habitantes, Lake Mystic estaba compuesto por el 91.4% blancos, el 3.8% eran afroamericanos, el 3.8% eran amerindios, el 0% eran asiáticos, el 0% eran isleños del Pacífico, el 0.2% eran de otras razas y el 0.8% pertenecían a dos o más razas. Del total de la población el 2.6% eran hispanos o latinos de cualquier raza.